# ノイシュトレーリッツ
ノイシュトレーリッツ（Neustrelitz、ドイツ語発音: [nɔʏˈʃtʁeːlɪts]）は、ドイツ連邦共和国メクレンブルク＝フォアポンメルン州メクレンブルギッシェ＝ゼーエンプラッテ郡にある町。メクレンブルク湖水地方のツィーアケ湖に面する。1738年から1918年までメクレンブルク＝シュトレーリッツ大公国の首都であり、1918年から1934年まではメクレンブルク＝シュトレーリッツ自由州の州都であった。1994年から2011年まではメクレンブルク＝シュトレーリッツ地区の区庁があった。 
Strelitz は「射手」を意味するポラーブ語の単語 Strelci に由来する。 

## 歴史
シュトレーリッツの名は1278年に初めて文献に登場し、当時は村であった。14世紀には小さな町となり、17世紀にはメクレンブルク＝ギュストロー公国の一部となった。1695年にメクレンブルク＝ギュストロー家が絶えると、1701年にメクレンブルク＝シュトレーリッツ公国の首都となった。メクレンブルク＝シュトレーリッツ公国は現在のシュレースヴィヒ＝ホルシュタイン州ラッツェブルク周辺に飛地を持っていた。 
1712年、火災により公の居城とシュトレーリッツ市街は焼失した。このため公はシュトレーリッツ北西のツィーアケ湖にあった狩猟小屋に避難したが、この周りに新市街としてノイシュトレーリッツ (ドイツ語の Neu は「新しい」の意) が建設された。1736年には正式にメクレンブルク＝シュトレーリッツ公国の首都に定められた。 
ノイシュトレーリッツは1918年まで大公国の首都であり続け、さらに1933年までメクレンブルク＝シュトレーリッツ自由州の首都であった。1934年にはメクレンブルク=シュヴェリーン自由州と合併してメクレンブルク州の都市となった。 
シュトレーリッツの旧市街は1712年の火災後も残ったが、小さな村となり1931年にノイシュトレーリッツ郊外となった。 
1945年4月30日に第2白ロシア戦線の赤軍部隊が侵攻した際には、市民681人が自殺した。

## 観光スポットとモニュメント
市内中心部はバロック建築が特徴となっている。その中心は1768年から1778年にかけて建てられた市教会とマルクト広場、カルル・フリードリッヒ・シンケルの弟子フリードリヒ・W・ブッテルが1841年に建てた市庁舎である。 
バロック様式のノイシュトレーリッツ宮殿は1945年に戦禍で破壊されたが、外壁は残っており再建は可能な状態だった。しかし封建主義の残滓として1949年に共産主義政権により爆破された。ドイツ再統一後、宮殿再建の声は絶えずあり、まず宮殿の庭園が整備されて2019年に公開された。同年、宮殿の尖塔の再建計画も始まり、その他の部分も将来の再建に向けての計画がある。夏の離宮として建てられた18世紀のオランジェリーや、1855年から1859年にかけて建てられたイギリス・ネオゴシック様式の宮廷教会、新古典様式のヘーベ寺院 (女神ヘーベー像のレプリカを安置)、さらに1891年にギリシャ神殿形式で建てられたルイーゼ神殿は一見の価値がある。ルイーゼ神殿は、メクレンブルク＝シュトレーリッツ大公家出身のプロイセン王妃ルイーゼ (フリードリヒ・ヴィルヘルム3世の妃でドイツ皇帝ヴィルヘルム1世の母) の墓所として建てられたものである。 
グラムベック湖では、夏には保護区域内のみではあるが泳ぐことができ、湖を見下ろすレストランで昼食を摂ることもできる。

## 交通
ベルリン北部線およびノイシュトレーリッツ-ヴァーネミュンデ線の駅があり、ベルリンとロストックに直結している。 

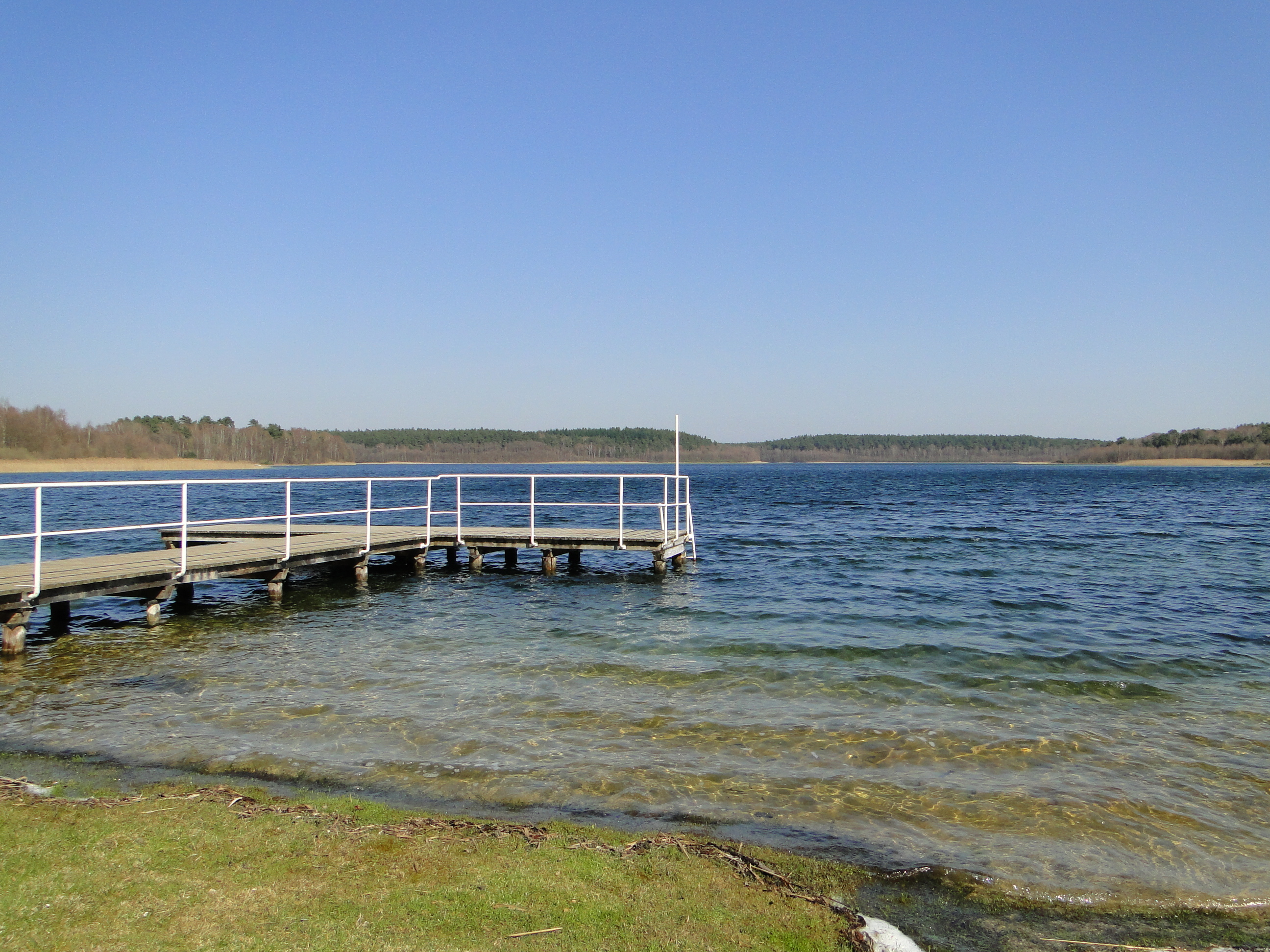
グローサー・フュルステンゼーア湖
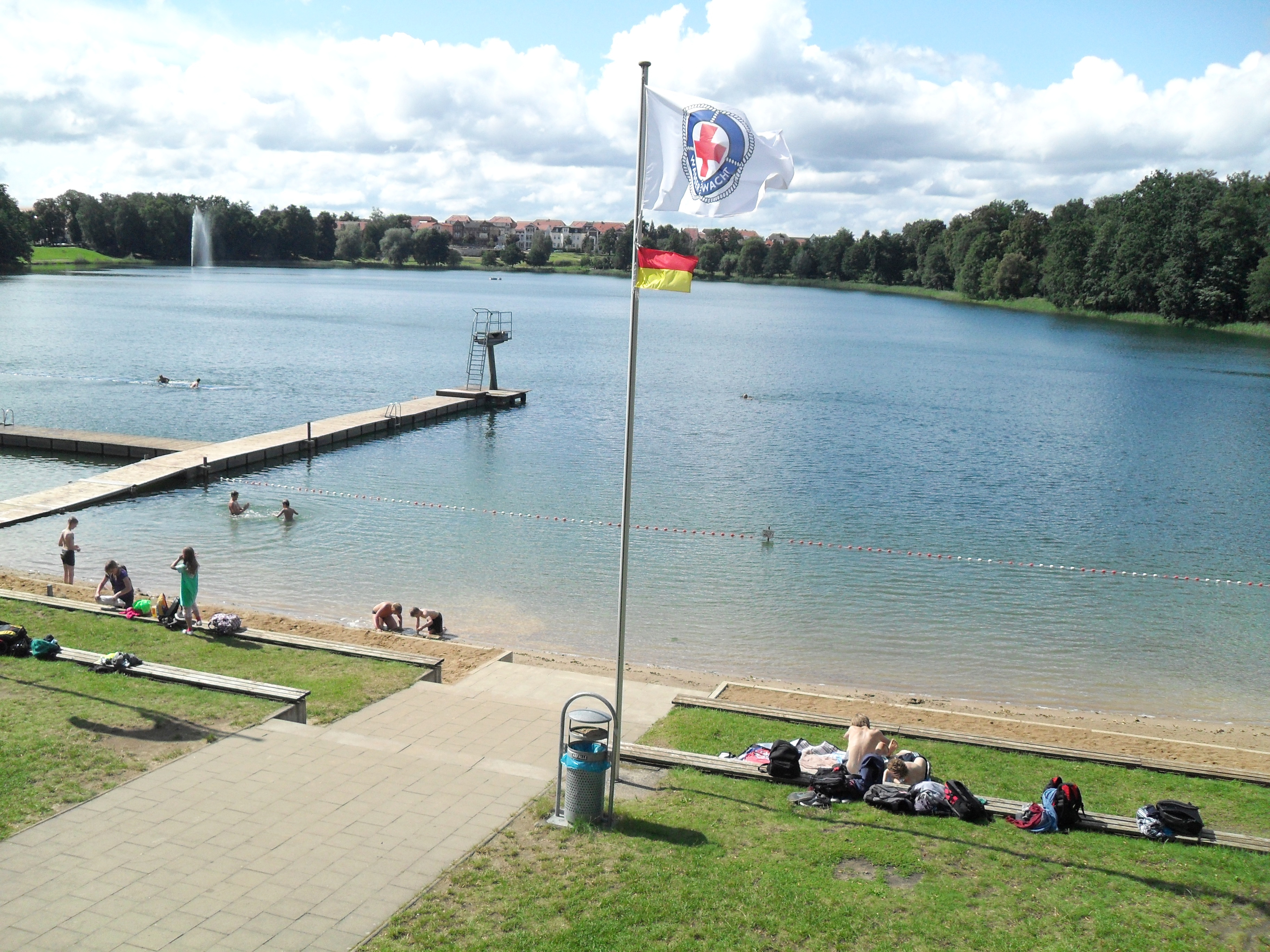
グラムベック湖
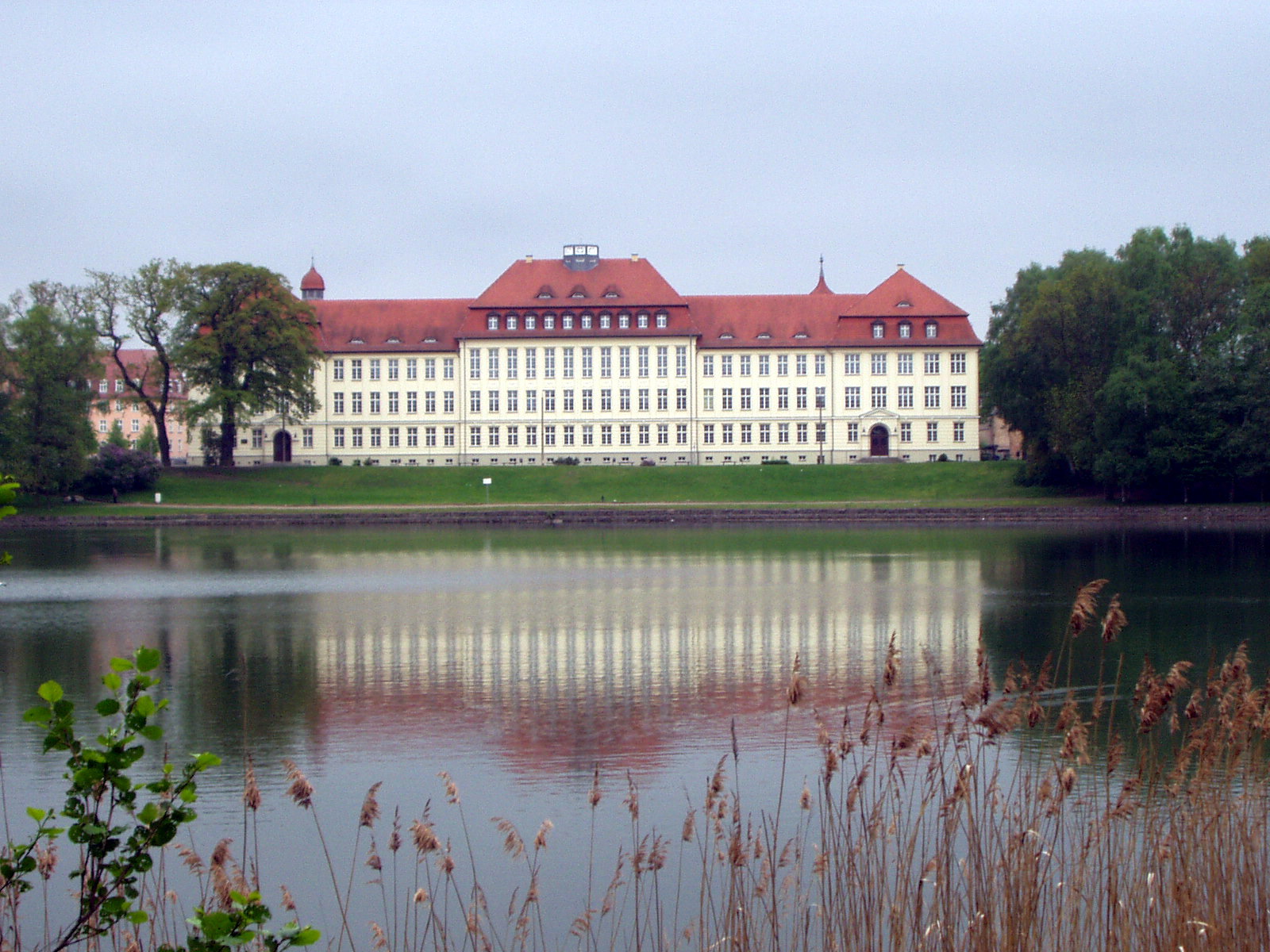
ギムナジウム・カロリナム
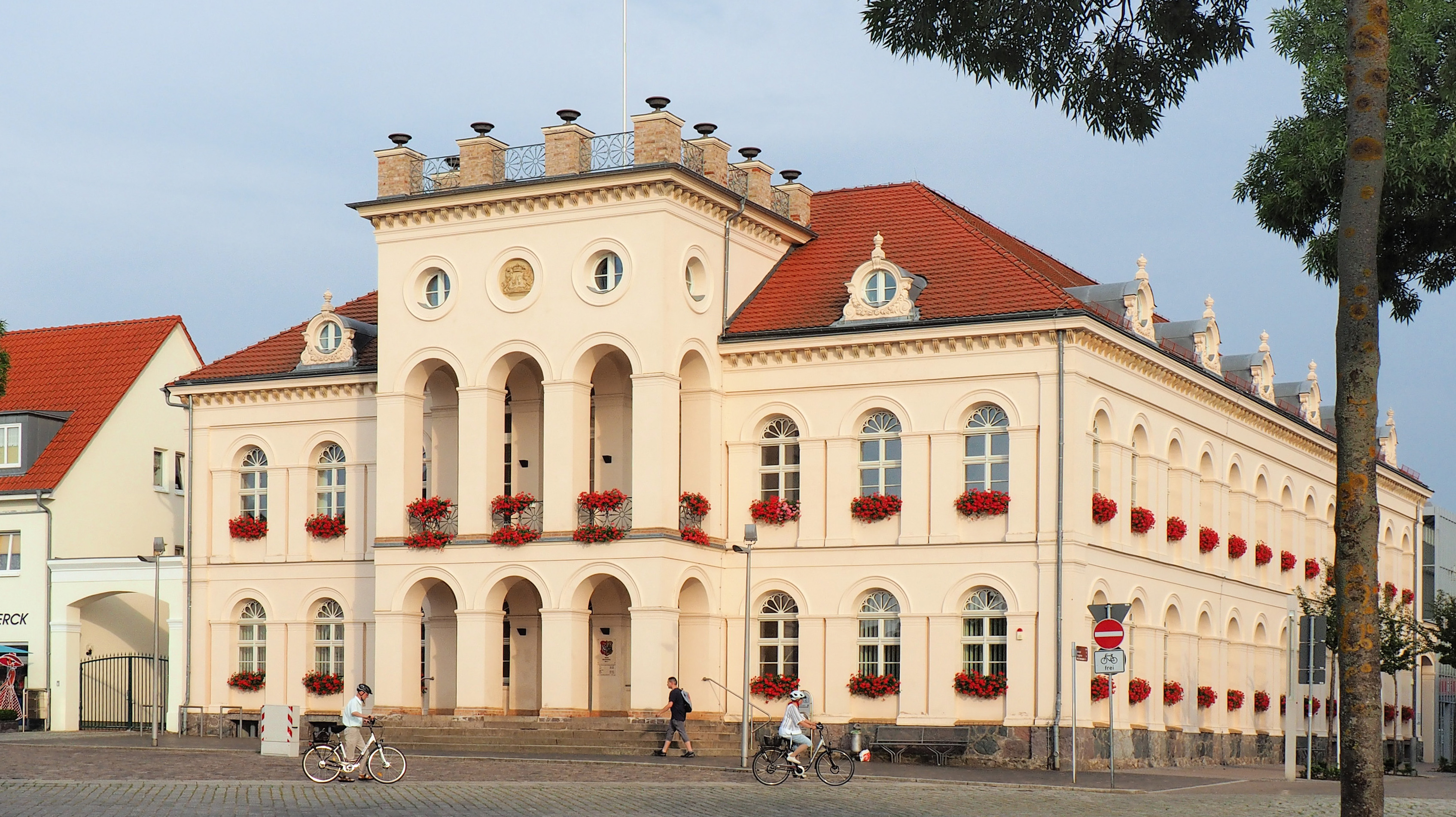
ノイシュトレーリッツ市庁舎
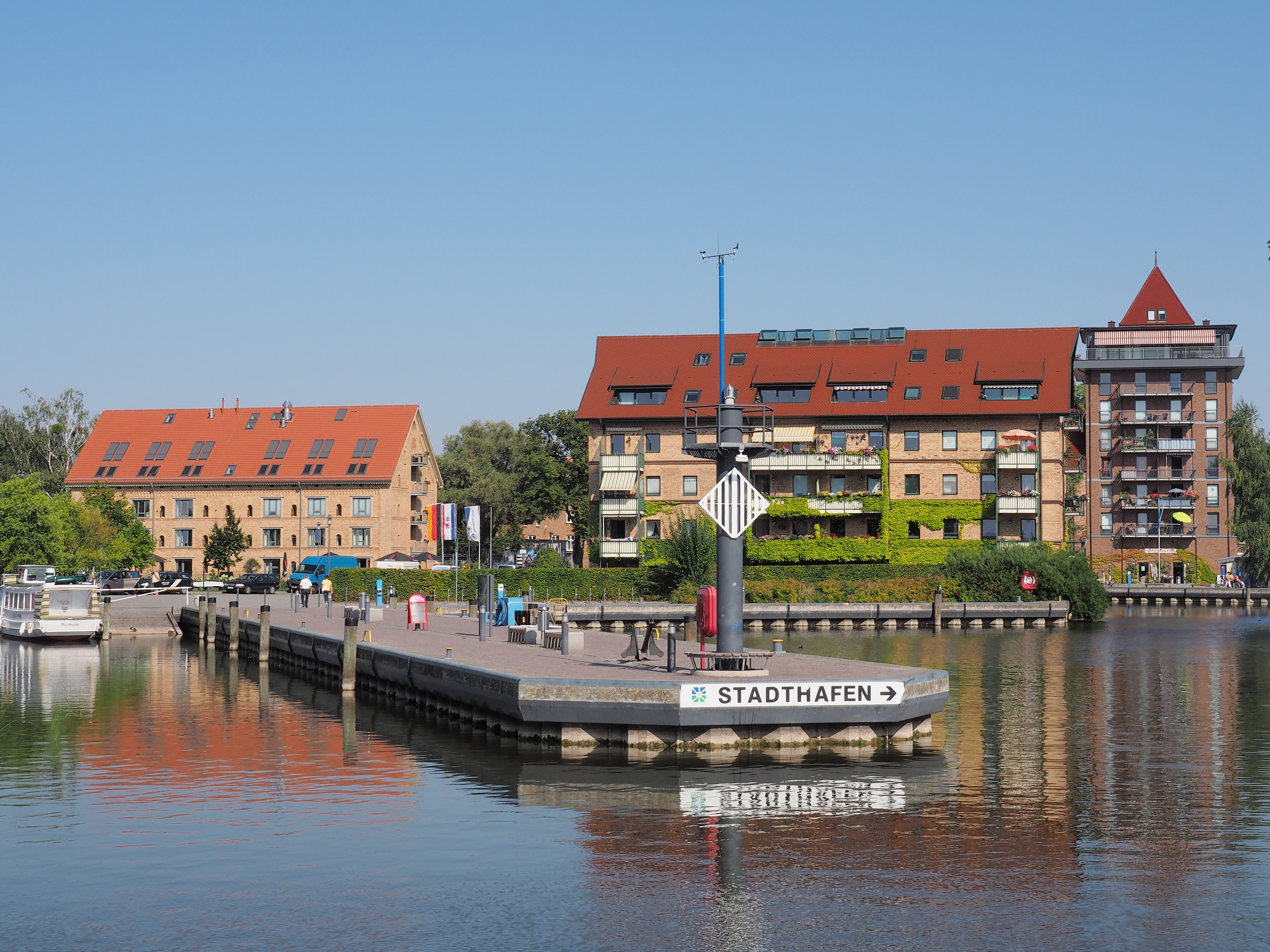
港
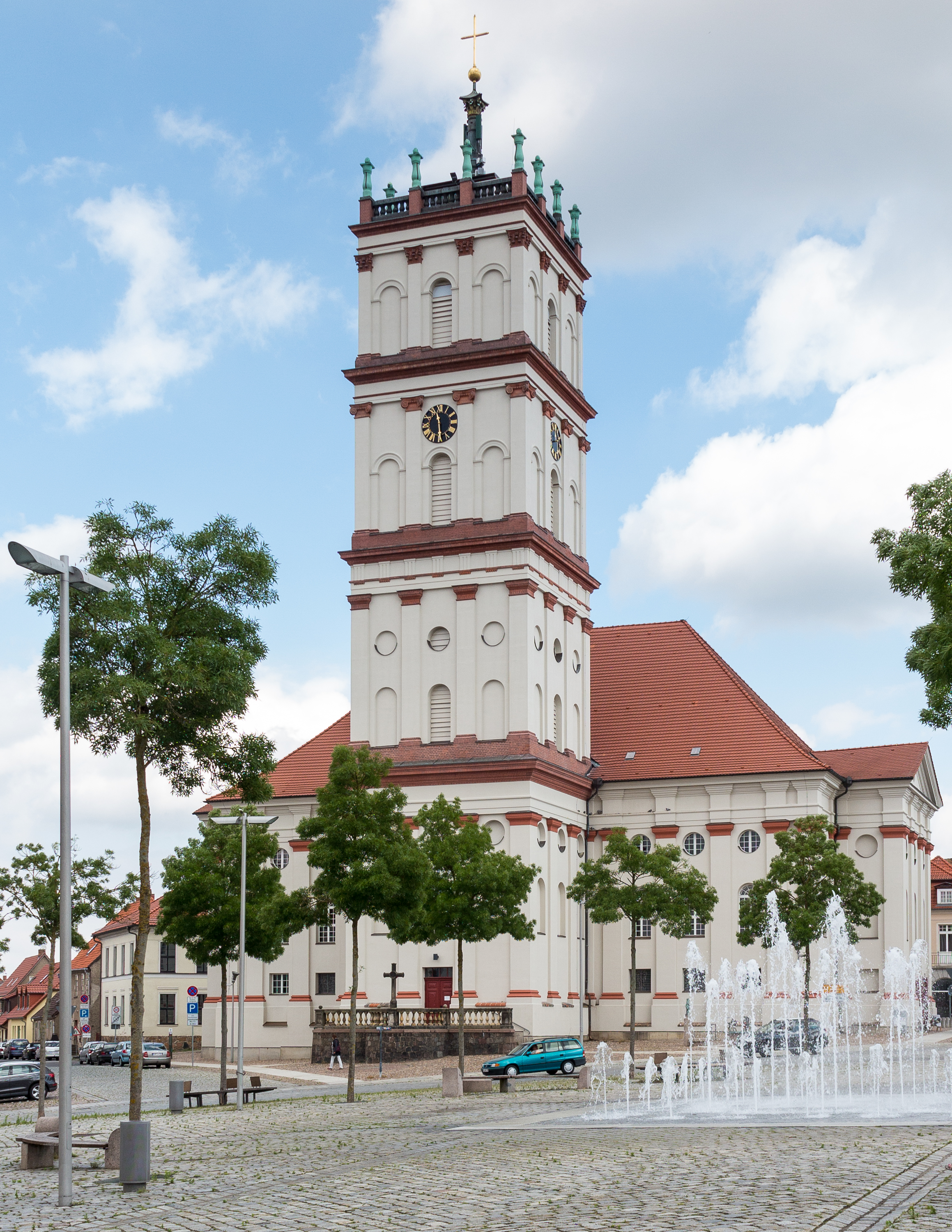
市教会
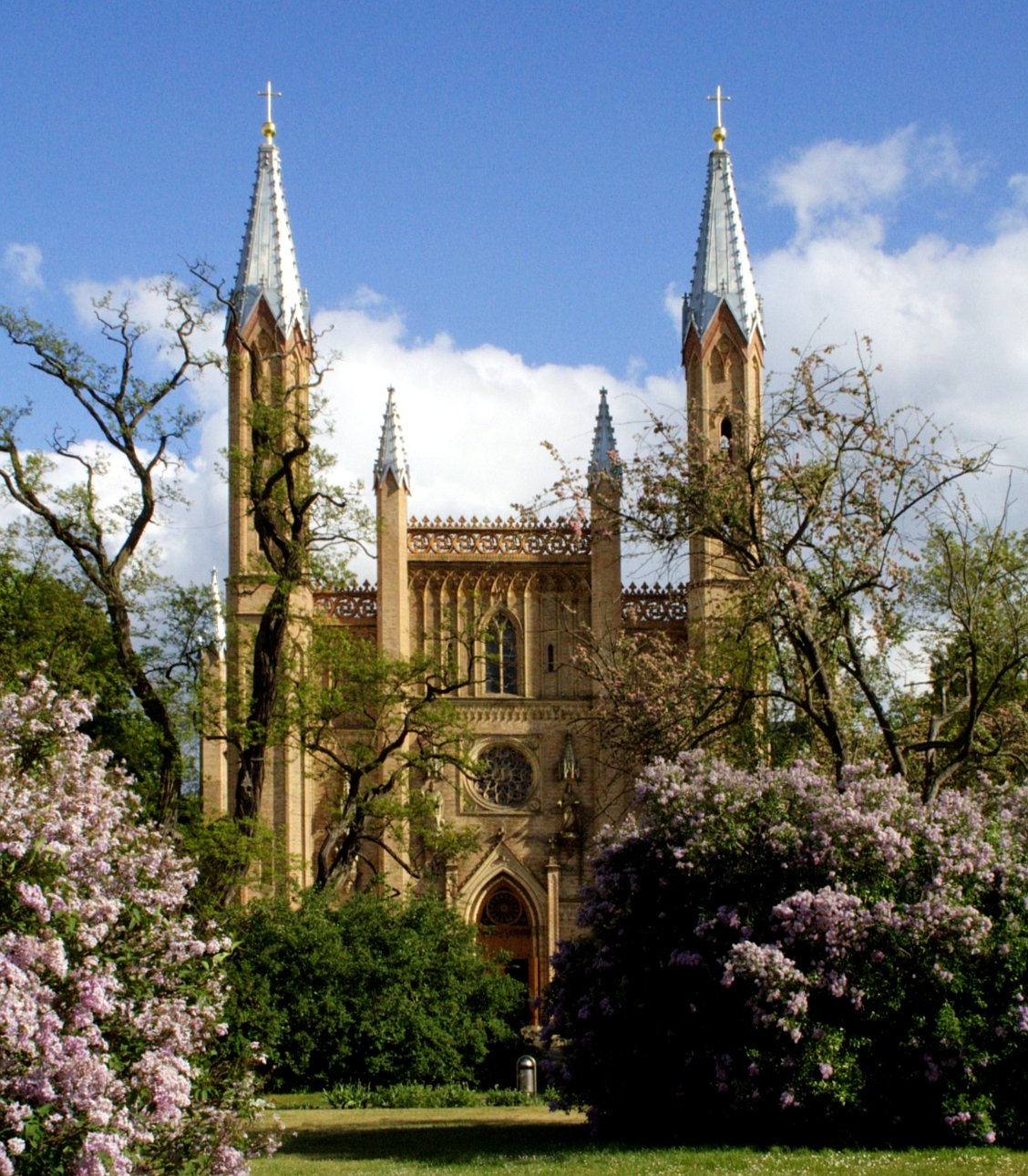
宮廷教会
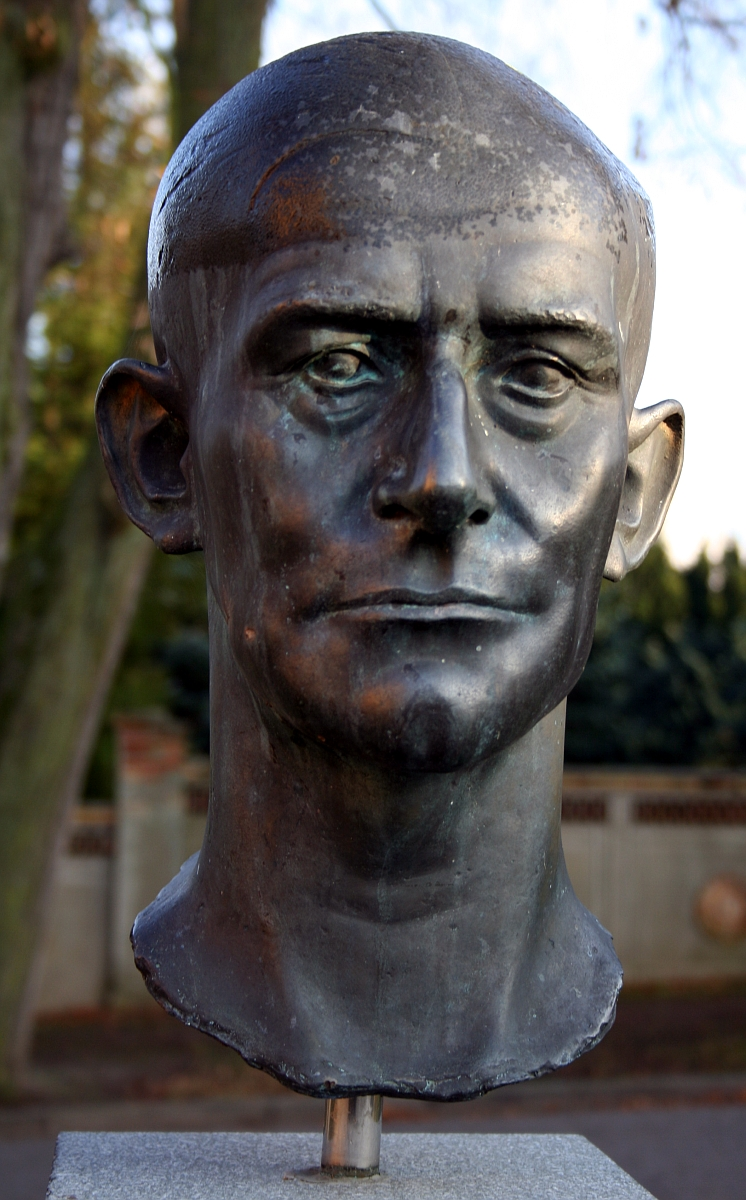
フリードリヒ・ヴォルフ像
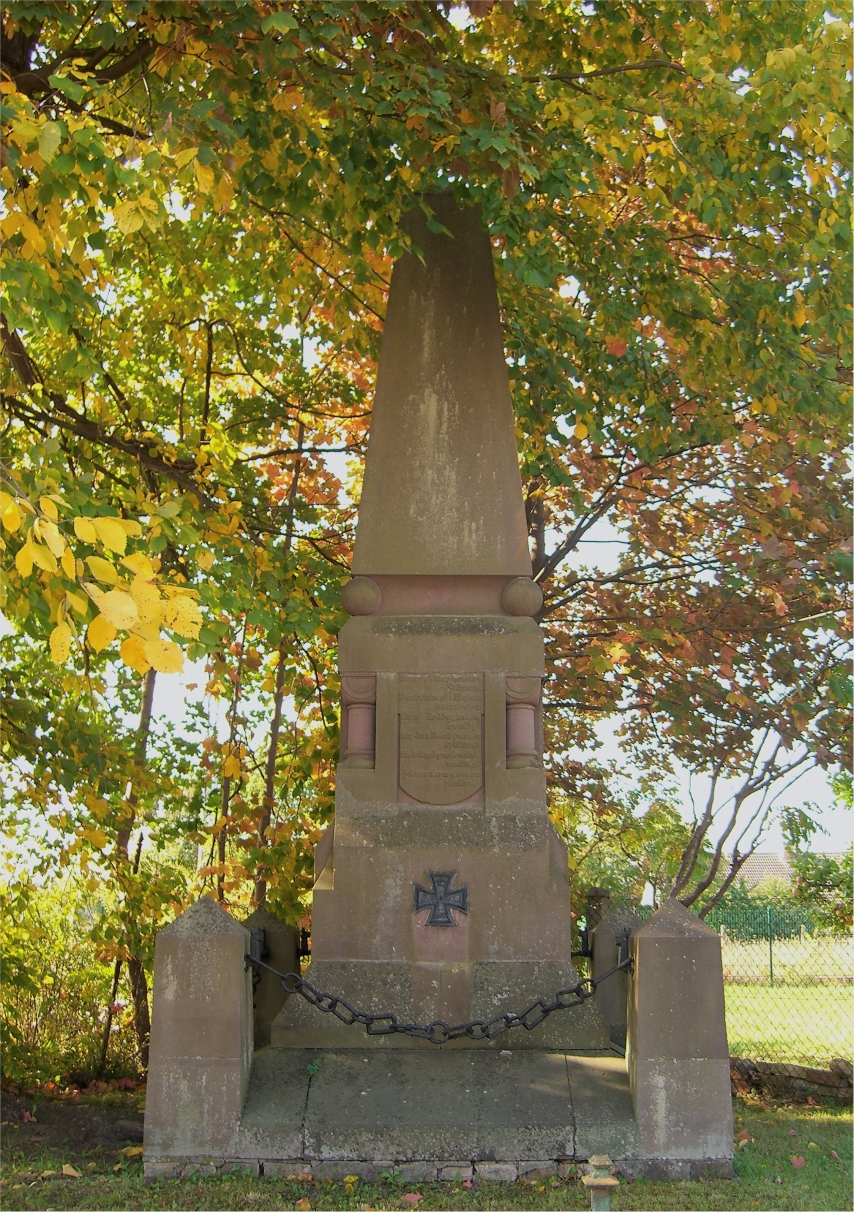
普仏戦争記念碑 (旧シュトレーリッツ市街)

## エンターテインメント
2000年からインディー・ロックをテーマとしたイマーグート音楽祭が開催されており、毎年約5000人の訪問者がある。イマーグートという名称は、州内のシュターフェンハーゲン市に2017年まであった乳業会社の社名にちなんだものである。

## 出身者

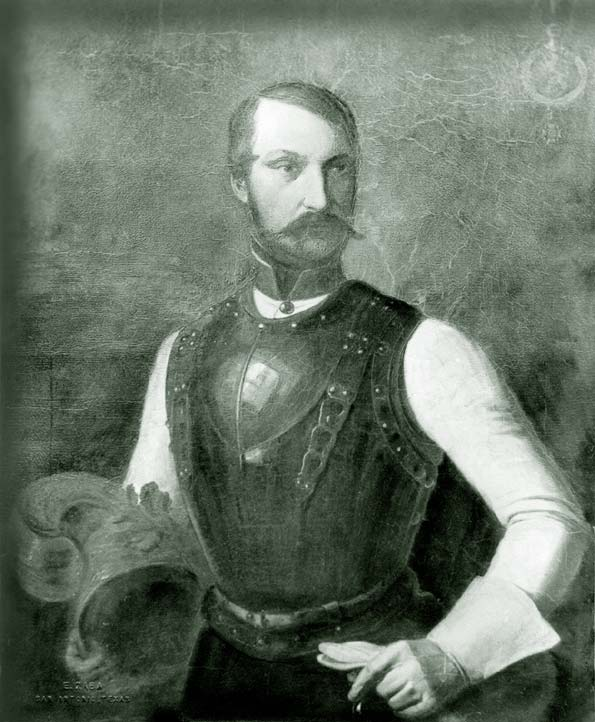
カール・ツー・ゾルムス＝ブラウンフェルス

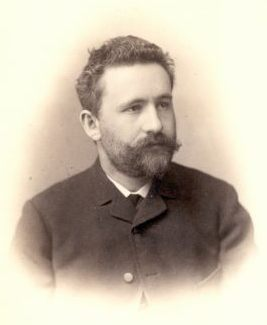
エミール・クレペリン

- カール・ツー・ゾルムス=ブラウンフェルス (1812年–1875年)、オーストリア帝国軍およびヘッセン大公国軍で騎兵将校を務め、後年アメリカに渡りテキサス州コーマル郡ニューブローンフェルズを開拓した。
- アルベルト・ヴォルフ (1814年–1892年)、彫刻家。
- エミール・クレペリン (1856年–1926年)、現代精神医学の父とみなされる精神科医。
- ハンス・クント （1869年–1939年）、第一次世界大戦中のドイツ軍人。ボリビア政府の軍事顧問となり、チャコ戦争を指導した。
- フランツ・ラーデマッハー (1906年–1973年)、マダガスカル計画を発案した外交官。
- ヘルベルト・ヴァーグナー (1948年生)、キリスト教民主同盟の政治家、1990年から2001年までドレスデン市長。

## 国際関係

### 姉妹都市
ノイシュトレーリッツは以下の各都市と姉妹都市提携を結んでいる。 
- チャイコフスキー、ロシア
- シュチェシネク、ポーランド
- ロヴァニエミ、フィンランド
- シュヴェービッシュ・ハル、ドイツ[4]